# Rivière Kingurutik
La rivière Kingurutik est un fleuve de 115 km de long situé à l'est de la péninsule du Québec-Labrador, au Labrador dans la province canadienne de Terre-Neuve-et-Labrador.
L'ensemble fluvial de la rivière Kingurutik est un des plus longs du nord de la sous-province du Labrador.
La longueur totale est d'environ 155 km depuis la source la plus lointaine de la branche mère (56° 52′ 13″ N, 63° 56′ 30″ O).

## Toponymie
Le nom Kingurutik vient de l'inuktitut, langue inuite parlée au nord et au centre du Labrador.

## Description
La branche mère de la rivière Kingurutik prend sa source à la frontière entre le Québec et Terre-Neuve-et-Labrador, dans un petit étang situé à environ 640 mètres d'altitude (55° 26′ 00″ N, 63° 39′ 56″ O) sur une colline atteignant environ 680 mètres d'altitude.
Le cours d'eau est au départ un petit ruisseau se dirigeant vers l'est puis le sud en drainant plusieurs étangs. Après 4 km, le ruisseau se jette dans un petit lac à 600 mètres d'altitude (55° 25′ 57″ N, 63° 37′ 43″ O). Le ruisseau prend ensuite sur environ 30 km une direction vers l'est puis le nord-est et le nord avant de faire un coude vers le sud-est puis à nouveau vers le nord  en traversant une multitude de lacs sur le plateau nu et imperméable du bouclier canadien. Le ruisseau prend de l'importance et se jette à environ 550 mètres d'altitude (55° 29′ 08″ N, 63° 43′ 47″ O) dans un grand lac dont l'exutoire vers l'est marque le début de la rivière Kingurutik proprement dite.
La petite rivière Kingurutik coule sur le plateau vers l'est sur environ 5 km avant de faire un coude vers le sud-est, le sud puis l'est sur environ 5 km avec un cours s'encaissant progressivement coupé par une haute cascade (56° 59′ 57″ N, 63° 32′ 34″ O). La rivière s'oriente alors globalement vers le nord-est en changeant plusieurs fois de direction et en prenant progressivement de l'importance au fur et à mesure des apports des très modestes affluents de part et d'autre. Après environ 24 km, la rivière reçoit en rive gauche à environ 310 mètres d'altitude un affluent notable équivalent en importance drainant le bassin au nord-ouest (57° 06′ 27″ N, 63° 16′ 55″ O) issu de la réunion de deux rivières (57° 06′ 58″ N, 63° 19′ 37″ O) venues du nord (avec une branche ouest prenant sa source  à environ 560 mètres d'altitude au bout d'une étroite pointe du bassin à la frontière du Québec dans un lac le long d'un esker s'étirant du nord au sud (57° 11′ 55″ N, 63° 52′ 55″ O) et une branche nord modeste mais très longue drainant un vaste plateau lacustre prenant sa source dans un petit lac à 690 mètres d'altitude (57° 30′ 54″ N, 63° 26′ 20″ O)) et du nord-ouest issue de la réunion de deux petites rivières drainant un plateau lacustre (57° 12′ 11″ N, 63° 39′ 15″ O).
La rivière Kingurutik double en débit avec un lit entouré par les sédiments, s'oriente vers l'est et reçoit 500 m plus loin en rive gauche un affluent plus modeste drainant le nord du bassin. Après moins de 2 km, la rivière s'oriente vers le sud-est sur environ 10 km avec un cours marqué par les rapides et reçoit en rive gauche un abondant affluent (57° 03′ 11″ N, 63° 10′ 37″ O) venu du nord à environ 260 mètres d'altitude et drainant de vastes lacs dont le plus grand est le lac Esker situé à environ 335 mètres d'altitude.
La rivière poursuit son chemin vers le sud-est avec une profonde vallée bordée par de hautes collines nues atteignant 640 mètres d'altitude au sud et 740 mètres d'altitude au nord. Après environ 10 km, la rivière s'oriente vers l'est en recevant à environ 240 mètres d'altitude deux affluent notables en rive droite venus du sud. Le parcours est sinueux et rapide au milieu des collines nues, l'altitude baissant rapidement. Après environ 10 km, la rivière reçoit à environ 110 mètres d'altitude un abondant affluent en rive gauche venu du nord-est. La rivière gagne en débit et se dirige vers le sud sur environ 5 km avant de recevoir en rive gauche deux affluent venus de l'ouest et du sud. La rivière termine son chemin vers le sud-est sur environ 25 km dans une vallée glaciaire qui s'élargit progressivement, avec des méandres et des bancs de sable. La rivière se jette à l'ouest du vaste lac Kingurutik à moins de 10 mètres d'altitude (56° 48′ 37″ N, 62° 33′ 46″ O).
Le lac Kingurutik, d'une superficie de 8 910 hectares, est bordé de hautes collines dont la plus haute culmine à 838 mètres d'altitude, prolongement au sud des monts Torngat. Il se déverse par le ruisseau Kotannak au fond de la baie Tikkoatokak après une courte série de rapides longue d'environ 200 m (56° 45′ 43″ N, 62° 30′ 13″ O).
La baie Tikkoatokak est un fjord étroit et rectiligne long d'environ 10 km et orienté vers l'est-sud-est qui rejoint la baie de Nain au niveau du cap Williams.
La baie de Nain s'ouvre sur la mer du Labrador située à l'est.

## Cascades
Le cours de la rivière Kingurutik est entrecoupé par plusieurs cascades.
La cascade au km 112,7 (56° 59′ 57″ N, 63° 32′ 34″ O) haute de 9,1 m forme un obstacle insurmontable pour les poissons migrateurs en raison d'une chute complète.

## Hydrologie
La rivière Kingurutik draine une superficie de 4 157 km2 avec 68 affluents d'une longueur totale de 1 584 km enregistrés. Le débit moyen de la rivière n'a pas été mesuré. Les débits mensuels les plus élevés se produisent généralement pendant la fonte des neiges en juin.
Le bassin de la rivière Kingurutik est bordée au sud par ceux du ruisseau Kamanatsuk et de la rivière Fraser et au nord par celui de la rivière North.

## Faune piscicole
Le système hydrographique de la rivière Kingurutik abrite différentes espèces de poissons.
La rivière est peuplée principalement d'ombles chevalier avec une plus petite population de saumons atlantique.

## Flore
Les formes arbustives d'épinette noire et de sapin baumier sont situées dans la vallée de la rivière tandis que les lichens, les carex et les mousses recouvrent les montagnes qui se trouvent dans tout le bassin versant.

## Activités humaines
La rivière Kingurutik se trouve dans le nord du Labrador, une zone très isolée totalement inhabitée située au Nunatsiavut, territoire autonome géré par les Inuits.
La rivière peut être descendue en canoë, avec la présence de plusieurs portages. Toutefois l'isolement de la rivière au nord du Labrador et la présence des rapides du ruisseau Kotannak au fond de la longue baie Tikkoatokak la rendent difficilement accessible. Il n'y a pas de descente attestée de la rivière depuis les années 1980.
Une pêche commerciale de l'ombles chevalier était présente dans la baie Tikkoatokak au milieu des années 1980.
La ville de Nain se trouve à environ 25 km au sud-est.